# 常陸那珂市
常陸那珂市（日语：／ Hitachinaka shi */?）是日本茨城縣下轄的一個市。設立於1994年11月1日，由勝田市與那珂湊市合併誕生。

## 地理

### 隣接自治區
- 水戶市
- 那珂市
- 東茨城郡大洗町
- 那珂郡東海村

## 地域

### 教育

#### 高等専門学校
- 茨城工業高等專門學校

#### 高等学校
- 茨城縣立勝田高等學校
- 茨城縣立勝田工業高等學校
- 茨城縣立佐和高等學校
- 茨城縣立那珂湊第一高等學校
- 茨城縣立那珂湊第二高等學校
- 茨城縣立海洋高等學校

## 出身名人
- 山口那津男（參議院議員）
- 志賀賢太郎（職業摔角選手）
- 池內博之（俳優）
- 黒澤宗子（森三中）
- 那波多目功一（日本畫家）
- 田村英里子（女優）
- 19代式守伊之助（大相撲的立行司）
- 武石浩玻（飛行家）
- 大内山平吉(前大相撲力士)
- 武雙山正士(前大相撲力士)